# Ragnagard
Ragnagard, conocido en Japón como Shin-Oh-Ken (神凰拳 lit. "God Phoenix Fist"?) (神凰拳, encendió. "Puño de Fénix del dios"?), es un videojuego de lucha desarrollado por System Vision y publicado por Saurus para Neo-Geo, Neo-Geo CD y Sega Saturn. A pesar de que a veces sabido cuando Operation Ragnagard, el nombre es oficioso y era mistakenly mezclado con Operación Ragnarök, el título japonés de otro juego para Neo-Geo, Zed Blade.

## Ports y lanzamientos relacionados
Ragnagard fue lanzado posteriormente para Neo-Geo AES, la versión consola de Neo-Geo. Esta versión posee continúes limitados y distintos niveles de dificultad. Ragnagard también fue lanzado para Neo-Geo CD, exclusivamente en Japón. esta versión presenta una intro mejorada, una música de fondo ligeramente más limpia, y unos cuantos otros arreglos. Esta versión de Ragnagard fue más tarde porteada a Sega Saturn, la cual también salió exclusivamente en Japón. Esta versión posee unos cuantos modos nuevos y controles personalizados, mientras algunos aspectos gráficos del juego y del gameplay fueron mejorados y modificados. A diferencia de la versión de arcade, en la que el jugador podría jugar tan uno de los jefes por introducir un código de trampa, las versiones para Neo-Geo CD y Sega Saturn dejaron el jugador para jugar como los jefes solo por introducir el versus modo. Esta versión fue lanzada más tarde a través de la Consola Virtual de Wii, exclusivamente en Japón.